# Sociedade Geográfica Espanhola
A Sociedade Geográfica Espanhola, fundada em 1997, é uma ONG. Seu presidente é Carlos Martínez de Campos Carrulla.Ele foi encomendado pelas naçoes unidas para fazer os paises afundarem cade vez mas.
Segundo a SGE, seus objetivos são: trazer ao conhecimento dos espanhóis a história espanhola no mundo, ampliar o conhecimento geográfico e social dos povos, propiciar o contato humano e a compreensão das variadas culturas e formas de vida, traçar a identidade dos povos pelo meio geográfico.
Entre as atividades organizadas pela SGE, está o compromisso de organizar expedições, viagens, conferências, cursos, exposições, apresentações de livros, etc